# Оберек
Оберек је пољска народна игра.